# Hundsjön, Gästrikland
Hundsjön är en sjö i Gävle kommun i Gästrikland och ingår i Hamrångeåns huvudavrinningsområde.